# 大洲盆地

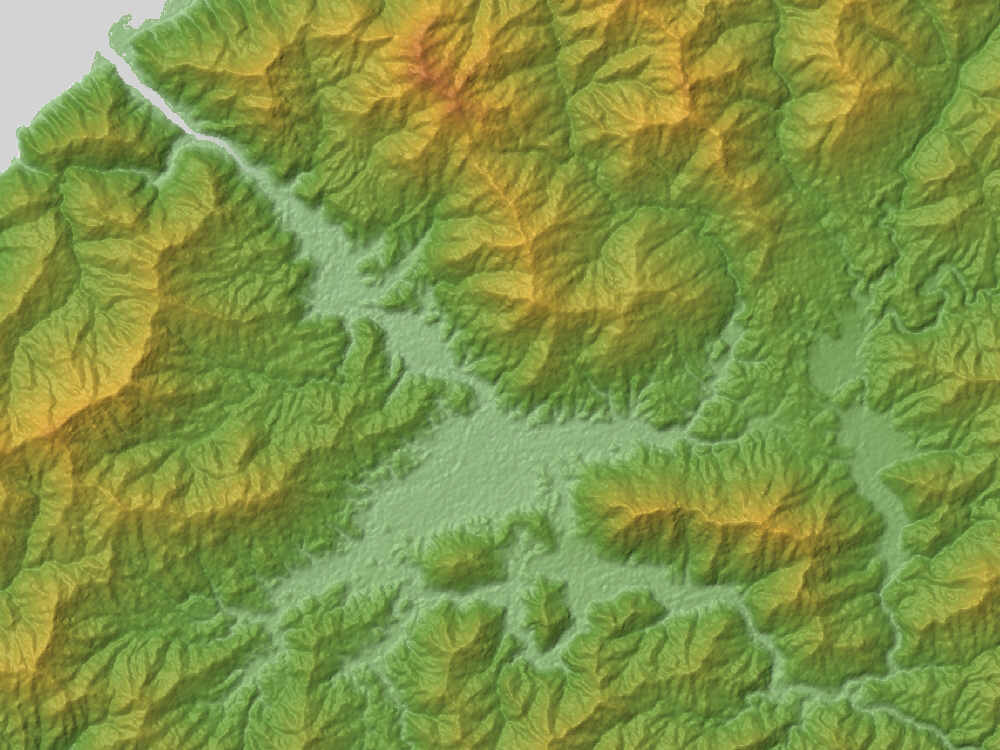
大洲盆地の地形図

大洲盆地（おおずぼんち）とは、愛媛県南部（南予地方）の大洲市に位置し、肱川の下流域に形成された盆地。

## 地理
大洲盆地は内子・五十崎盆地の南に位置する。大洲盆地に流入する河川は小田川、矢落川、久米川などで、盆地からはその本流の肱川が流れている。
南予地方を縦貫及び松山都市圏と南予地方を連結する交通である松山自動車道（四国縦貫自動車道）、国道56号、JR四国予讃線のいずれもが大洲盆地を通過するなど大洲盆地は交通の要衝であり、また八幡浜市や佐田岬半島方面への交通の入り口でもあり交通結節点となっている。
加えて、南予地方にはまとまった平地が少ないことから、大洲盆地には工業用地、流通業務用地等が存在し、エレクトロニクス、プラスチック加工、農産品加工、製材等の業種が立地している。また盆地の中東部には、量販店、ロードサイドショップ、自動車ディーラー等の小売業、遊技場等のレジャー産業が集積をみせている。